# Бочківці
Бочкі́вці — село в Україні, у Топорівській сільській громаді Чернівецького району Чернівецької області.

## Географія
Розташоване за 29 км від Хотина, за 21 км від залізничної станції Магала. Через село проходить шосе.

## Історія
Вперше Бочківці згадуються в документі від 2 березня 1652 року.

### Епідемія коронавірусу
У березні 2020 року село стало епіцентром поширення коронавірусної хвороби в Чернівецькій області: із 25 зареєстрованих на Буковині випадків (на 21.03.2020) 11 хворих виявлено в сусідньому селі Колінківці. В селі запроваджено особливий режим в'їзду та виїзду, оскільки село розташоване за 3 км на північний схід від Колінківців, де 11 хворих. Також особливий режим запроваджено в кількох сусідніх селах.

## Населення

### Мова
Розподіл населення за рідною мовою за даними перепису 2001 року:
| Мова            | Кількість | Відсоток |
| --------------- | --------- | -------- |
| українська      | 1979      | 98.56%   |
| російська       | 16        | 0.79%    |
| румунська       | 6         | 0.30%    |
| болгарська      | 2         | 0.10%    |
| інші/не вказали | 5         | 0.25%    |
| Усього          | 2008      | 100%     |

## Інфраструктура
У Бочківцях є дев'ятирічна школа, бібліотека, Будинок культури на 600 місць.

## Відомі особи
- У селі народився Петро Мегик (*1899–†1992) — графік, живописець, педагог, мистецтвознавець, засновник Українській студії мистецтв у Філадельфії (США).